# Репат Армения
Repat Armenia Foundation (арм. «Վերադարձ Հայաստան» հիմնադրամ; рус. Фонд «Репат Армения») — негосударственный, некоммерческий фонд с центром в Армении, занимающийся поддержкой репатриации армян диаспоры в Армению и помощью репатриантам в интеграции.
Центральный офис фонда находится в Ереване. Соучредителем и исполнительным директором организации является общественный и государственный деятель Вартан Марашлян.
Фонд поддерживает репатриантов на всех этапах — начиная от процесса изучения возможностей репатриации и заканчивая поддержкой новых репатриантов непосредственно в Армении.

## История
«Репат Армения» была основана в 2012 году 12 единомышленниками. Изначально целью организации было создание информационной платформы для предоставления потенциальным репатриантам практических советов по различным аспектам репатриации и интеграции. Со временем «Репат Армения» превратилась в организацию со штатом сотрудников, предлагающих индивидуальную поддержку тем, кто рассматривает возможность репатриации.

## Миссия
Миссия фонда заключается в информировании, поддержке и способствованию активной репатриации высокопрофессиональных армян и их семей в Армению для совместного построения лучшего будущего для Армении.
Фонд представляет из себя объединение сотен единомышленников различных профессий и с отличающимся жизненным опытом, которые помогают потенциальным репатриантам правильно интегрироваться и обосноваться в Армении, предоставляя всю необходимую информацию, а также внедряя новых репатриантов в сообщество более опытных репатриантов.

## Услуги

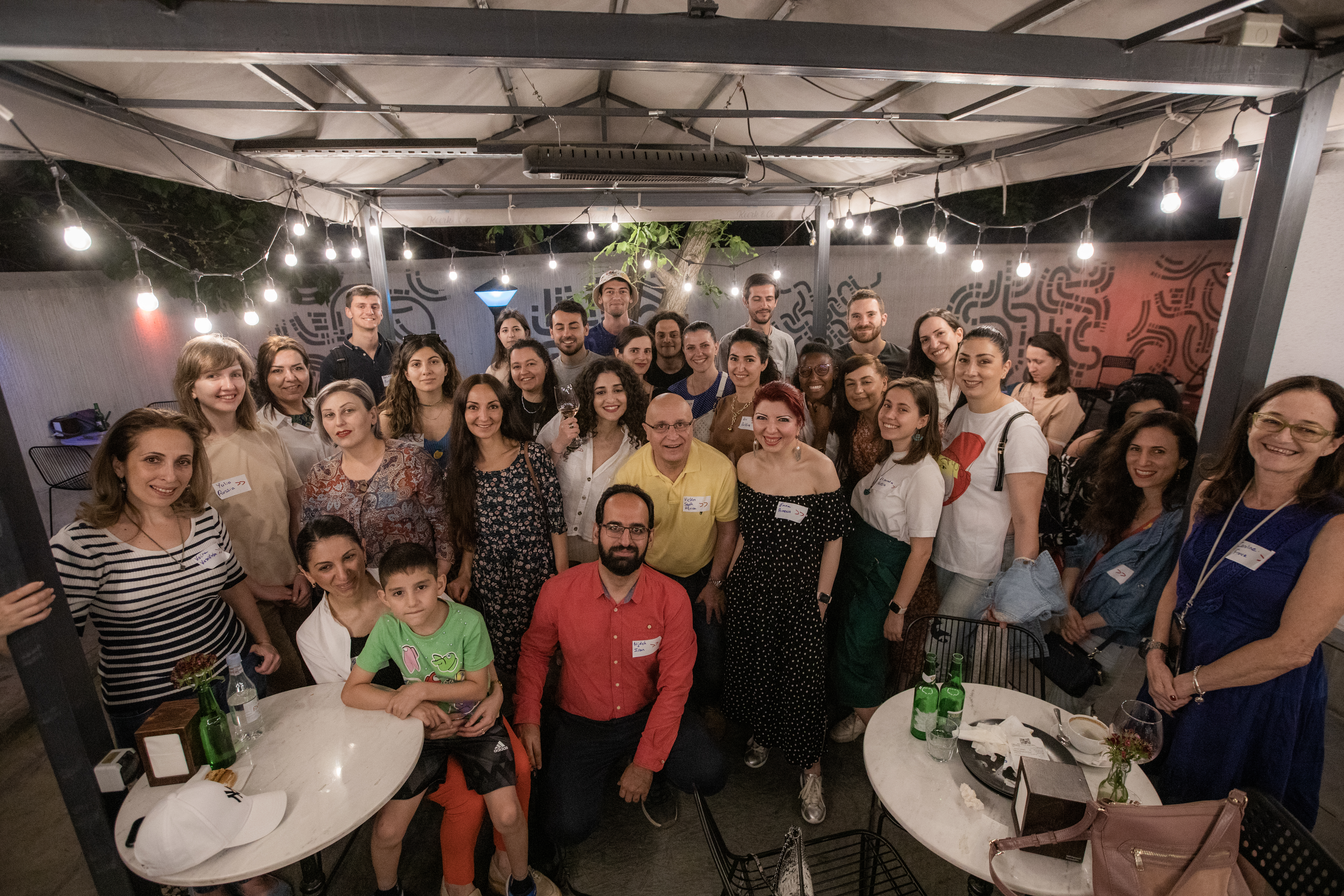
Регулярная нетворкинг встреча репатриантов и экспатов в Ереване, апрель 2022

Организация предоставляет ряд услуг для тех, кто рассматривает возможность переезда, а также кто уже переехал в Армению. Эти услуги включают в себя онлайн и офлайн консультации, знакомящие с программами и возможностями для репатриантов, информационными ресурсами о переезде, жизни и работе в Армении. Также «Репат Армения» помогает с трудоустройством, организовывает нетворкинг мероприятия, а также имеет программу медицинского страхования для членов сообщества репатриантов.

### Реализованные программы

#### Форумы Imagine Armenia (2012 - по настоящее время)
«Репат Армения» организовала более 20 форумов Imagine Armenia в различных городах с крупными армянскими общинами по всему миру, таких как Бостон, Москва, Киев, Торонто, Монреаль, Тбилиси, Париж, Тегеран и других. Во время форума представители армянских общин имеют возможность узнать об успешных историях репатриации непосредственно от самих репатриантов из Армении, а также о волонтерских и профессиональных возможностях взаимодействия с Арменией.

#### Siramark Business Directory (2016-2019)
В 2016 году была создана интернет платформа, которая позволила пользователям быстро найти информацию о ресторанах, магазинах и кафе, принадлежащих сирийским армянам в Ереване. Это позволило владельцам бизнеса расширить свою клиентуру и создать более устойчивую клиентскую базу. На сайте была доступна карта с местоположением всех объектов, а также краткая информация о личной истории основателя, дополненную фотографиями и видео. В этом проекте было задействовано более 1000 сирийских армян.

#### Repat Start Up (2019)
Программа наставничества Repat Start Up предоставила поддержку перспективным стартапам в Армении, которые были созданы репатриантами. Отобранные кандидаты получили индивидуальное профессиональное наставничество с учетом их потребностей, а также программа покрыла стоимость аренды коворкинга на год. Кроме того, в рамках программы предоставлялась юридическая и бухгалтерская помощь, PR-поддержка в виде контента на сайте «Репат Армения», интервью с различными СМИ, а также доступ к сети профессионалов в Армении и диаспоре.

#### Armenia Works 4U (2021-2022)

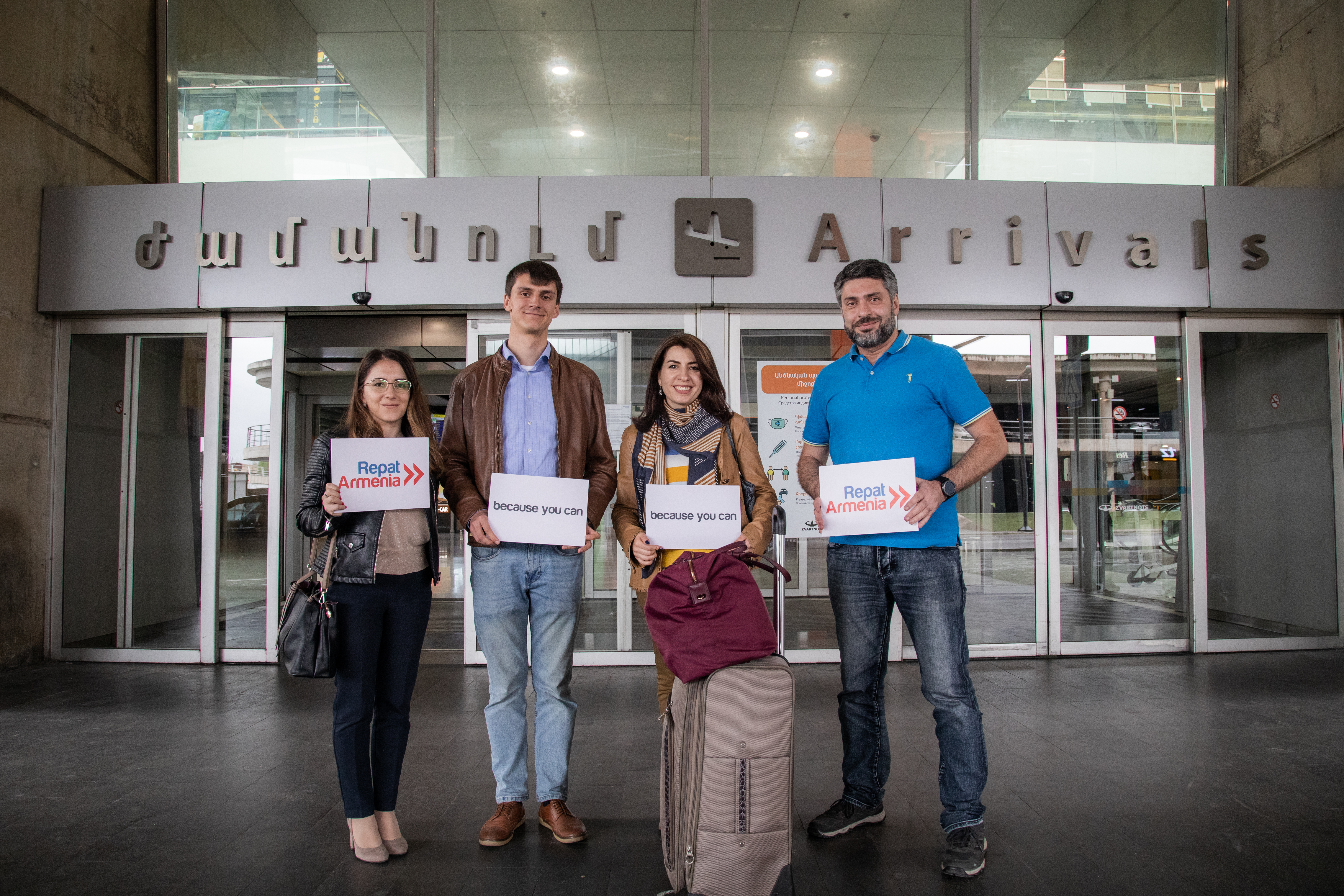
Встреча участника программы Armenia Works 4U в международном аэропорту Звартноц, май 2022

В конце 2021 года была реализована программа «Armenia Works 4U» по профессиональной репатриации ливанских армян. Учитывая растущий интерес к репатриации, весной 2022 года программа была расширена для армян, проживающих в России, Украине и Беларуси. 58 отобранных участников переехали в Армению в рамках программы, 48 из них остались в Армении, все они трудоустроены, являются фрилансерами или открыли собственное дело. В настоящий момент программа приостановлена.

#### Бесплатные курсы армянского языка (2023)
Курсы армянского языка предназначены для социальной и профессиональной интеграции новых репатриантов в Армении. Доступные курсы:
- Начальный для русскоязычных репатриантов
- Начальный для англоязычных репатриантов
- Средний уровень
- Курс адаптации для носителей западноармянского языка

## Общественный вклад
Организация объединяет более 12,000 участников, среди которых репатрианты и экспаты из разных стран, а также армяне диаспоры. Ежегодно организация получает около 1,000 запросов на помощь в репатриации и интеграции, причем заявители могут быть самых разных национальностей и происхождения.

### Справочник по репатриации в Армению
В 2021 году Репат Армения разработала полный справочник по репатриации, предлагающий практическую информацию и рекомендации по различным аспектам переезда, проживания и работы в Армении. Справочник охватывает такие темы, как получение гражданства и вида на жительство, перевозка вещей, регистрация адреса, получение номера социального страхования, зачисление в школу, открытие банковских счетов, получение медицинской страховки и поиск жилья. Справочник доступен на английском, русском и французском языках.